# Stade Barema Bocoum
Stade Barema Bocoum - stadion w miejscowości Mopti w Mali o pojemności 15 tys. widzów. Zbudowany w 2001 w związku z Pucharem Narodów Afryki 2002. Na stadionie rozgrywa swoje mecze zespół Débo Mopti. Nazwa stadionu pochodzi od nazwiska Baréma Bocoum, ministra spraw zagranicznych Mali w latach 1961–1964.